# Anne-Marie Brunius
Anne-Marie Brunius (24 de septiembre de 1916 – 10 de noviembre de 2002) fue una actriz de cine sueca. 
Su nombre completo era Anne-Marie Pauline Brunius, y nació en Estocolmo, Suecia.
Fallecida en Åkersberga, Suecia, sus padres eran los actores John W. Brunius y Pauline Brunius.

## Selección de su filmografía
- The Birds and the Bees (1956)
- Flicka och hyacinter (1950)
- Bröllopsresan (1936)
- Ungdom av idag (1935)
- Äventyr i pyjamas (1935)
- Uppsagd (1934)
- Unga hjärtan (1934)
- Farmors revolution (1933)
- Djurgårdsnätter (1933)
- Vi som går köksvägen (1932)
- Doktorns hemlighet (1930)
- Vi två (1930)
- Karl XII del II (1925)
- Herr Vinners stenåldersdröm (1924)